# Télemly
 (août 2023).
Si vous disposez d'ouvrages ou d'articles de référence ou si vous connaissez des sites web de qualité traitant du thème abordé ici, merci de compléter l'article en donnant les références utiles à sa vérifiabilité et en les liant à la section « Notes et références ».
Télemly est un quartier faisant partie de la commune d'Alger-Centre, qui se situe dans la wilaya d'Alger en Algérie.

## Toponymie
Deux hypothèses proposent l'origine du nom Télemly. Selon la première, Télemly vient du berbère : « thala oumlil » signifiant la « source blanche », tandis que la seconde fait référence à « thala oumeley », « la source ombragée », toutes deux évoquant une source, rappelant que ce quartier serait bâti sur un terrain marécageux (en arabe « مرجة », merdja) regorgeant d'eau. Les glissements de terrain de la zone, se prolongeant au sud du quartier, aussi nommée El Merdja, située entre les boulevards Colonel Bougara (anciennement Boulevard Gallieni, commune El Biar) et Colonel Krim-Belkacem sont connus et certaines maisons s'inclinent dangereusement. Une partie de la zone est d'ailleurs restée non bâtie, tant pour cette raison que pour des raisons esthétiques, avec l'aménagement d'espaces verts comme le parc Beyrouth, le Jardin de Tunis, le Jardin Tifariti, le Balcon Saint-Raphaël et le Parc de la Liberté.

## Histoire

### Avant les années 1950
Le quartier est essentiellement constitué d'un coteau peu urbanisé traversé du nord au sud par le boulevard du Télemly, parallèle à la pente, long et sinueux, qui formait, au début du XXe siècle, une jolie promenade ombragée à flanc de coteau, offrant un panorama sur la baie d'Alger. Ce boulevard suit partiellement le tracé de conduites d'eaux turques datant du XVIe siècle, restaurées à l'occasion, ce qui lui laisse le nom de chemin des Aqueducs. Il était aussi emprunté par les trolleybus partant de la Grande Poste. Il est ensuite rebaptisé boulevard Salah-Bouakouir après l'indépendance de l'Algérie puis boulevard Colonel Krim-Belkacem, en 1992.

### Urbanisation
À partir des années 1950, le Télemly et les quartiers limitrophes sont urbanisés intensivement et plusieurs grands immeubles avec vue sur la baie d'Alger sont construits,. Beaucoup suivent les travaux du CIAM d'Alger, école corbuséenne d'Alger.

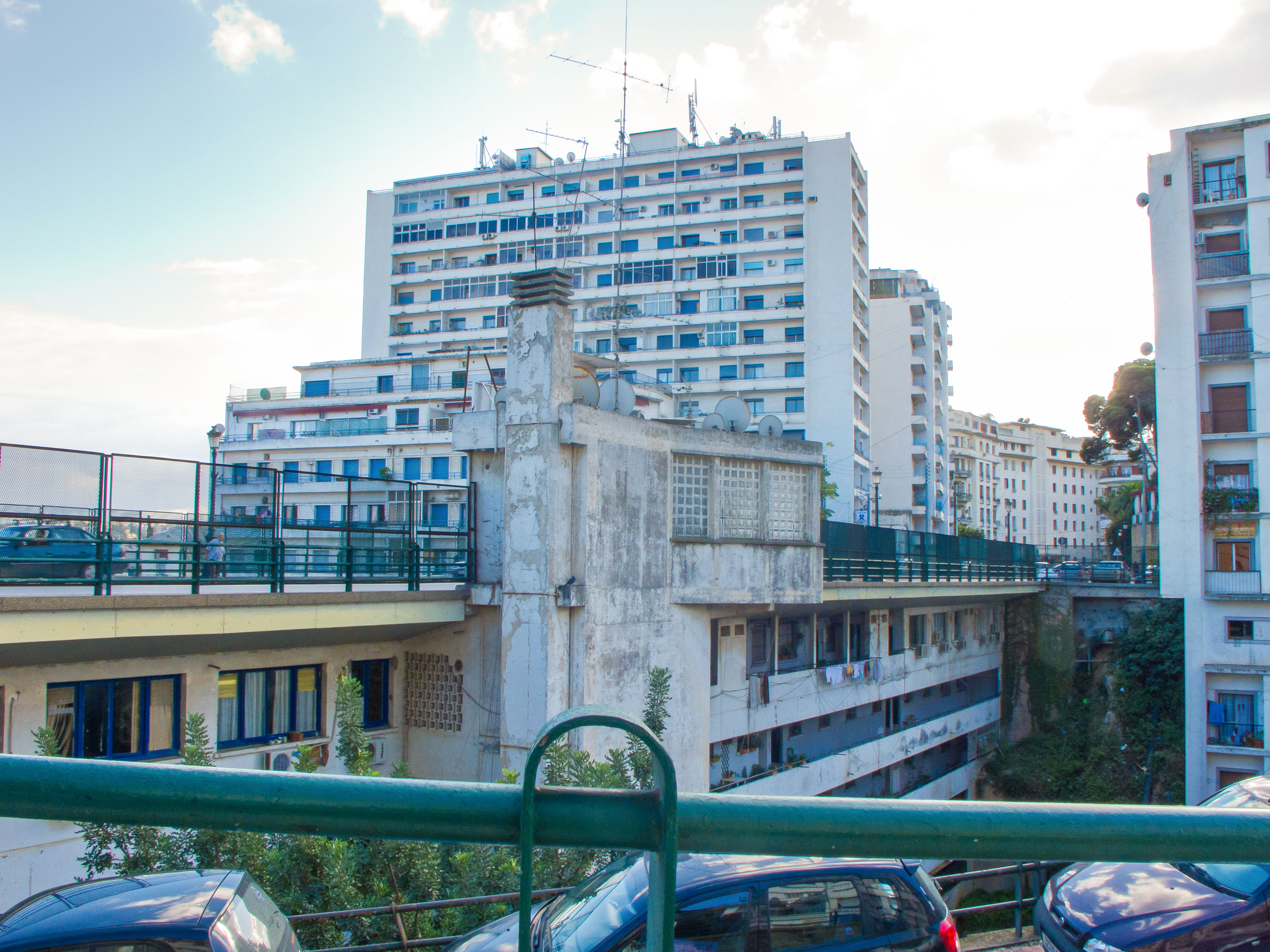
L'immeuble-pont Burdeau en 2010.

L'immeuble-pont Burdeau, réalisé par l'architecte Lucien Pierre-Marie en 1952, réalisation concrète de l'idée des immeubles-viaducs imaginée par Le Corbusier dans son « Plan Obus », projet d'urbanisme pour Alger, a été construit sur le ravin Burdeau (rue Burdeau, aujourd’hui rue Khalfi). Ce type d'immeuble-pont est très rare : il n'en existe qu'un seul autre au monde, à Rio de Janeiro, au Brésil, où Le Corbusier avait également proposé un tel ouvrage, en 1929. Il possède une sortie à la rue Robertsau.
L'immeuble des Œuvres universitaires (appelé aussi immeuble du Télemly), construit sur pilotis également d’après une idée de Le Corbusier, a été réalisé par l'architecte Bienvenu en 1953,.
Les autres immeubles construits à cette époque sont, : l'immeuble Algeria, l'immeuble Lafayette (barre d'immeuble de 16 étages présentant une courbure, par l'architecte André Cazalet en 1954), l'immeuble des Fonctionnaires, l'immeuble EGA de l'architecte Marcel-Henri Christofle érigé en 1952, actuel siège de la direction générale de la Sonelgaz, ex-Électricité et gaz d'Algérie (EGA), et ceux de l'Aérohabitat (ensemble de 4 immeubles de 23 étages sur pilotis conçu en 1955 par Louis Miquel, Pierre Bourlier et José Ferrer-Laloë, et implanté sur le parc Malglaive). Ce parc fait face à la villa Malglaive de style néomauresque, qui abrite actuellement le consulat de France.
L’ambassade d’Allemagne et le Goeth Institut ont été construits sur un terrain précédemment occupé par un couvent de Dominicains, au chemin Laperlier (aujourd'hui Sfindja). En 1956, ce couvent a été transformé par l'ingénieur Celles et les frères Perret.

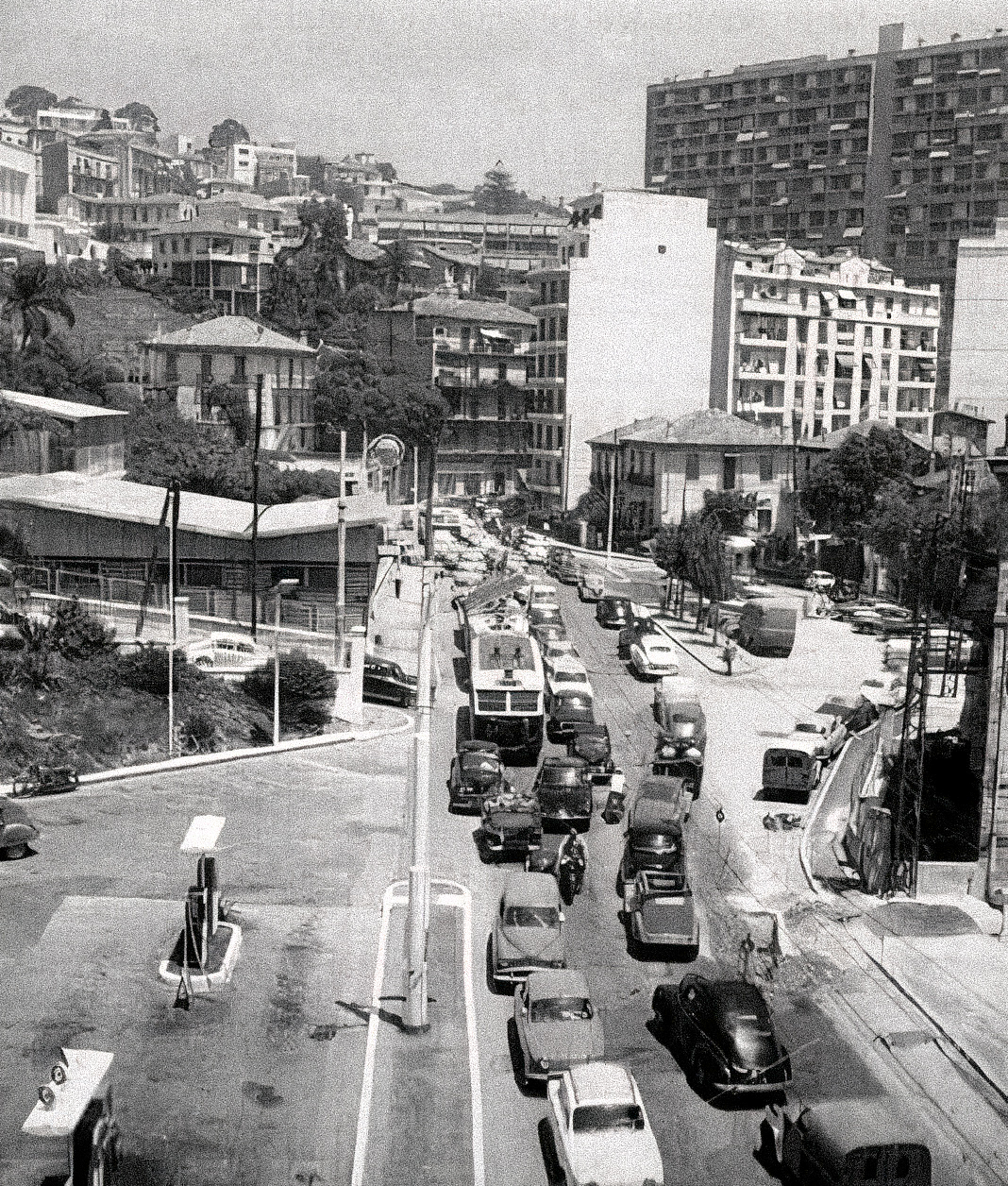
Quartier de Télemly, vue vers les années 1950.

Un jardin d'enfants, toujours en usage, est situé dans le parc du Mont-Riant (anciennement parc Saint-Saëns, désormais nommé parc Beyrouth). Il a été inauguré le 11 avril 1953 par le préfet d'Alger, M. Gazagne, accompagné des membres du conseil municipal. Il a été nommé « Marcello Fabri » et son buste (une statuette) y avait été érigé. Lors de l'inauguration, le préfet avait prononcé un discours dont voici un extrait : « Nous ne procédons pas à une inauguration, mais à une consécration officielle de cette garderie... Beaucoup n'y étaient pas favorables, estimant qu'elles n'étaient pas nécessaires dans ce quartier bourgeois. Ce n'était pas mon avis, car je connais les difficultés domestiques de tous ordres qu'ont à surmonter nos maîtresses de maison... ». Cette délégation a ensuite quitté le parc pour se rendre au jardin d'essai du Hamma pour l'inauguration du jardin d'enfants s'y trouvant à l'intérieur.
D'autres constructions se trouvaient dans le parc Mont-Riant, qui a été légué à la municipalité d’Alger en 1936 par une citoyenne habitant Alger, comme une demeure de style mauresque qui abritait une riche collection comprenant des meubles de style Louis XIV, des anciennes monnaies, des objets en céramique, des gravures, des tableaux... Après l'Indépendance, la villa fut utilisée comme dépôt du Musée national des Beaux-Arts d'Alger avant de devenir le Musée de l'enfant.
Parmi les autres lieux remarquables, il y a le lycée Sainte-Elisabeth, aujourd'hui Zineb Oum El-Massakine, mitoyen aux escaliers de la rue Lafayette, l'école des sourds-muets qui se trouve à la villa La Chimère, sur le boulevard Krim-Belkacem et le quartier de la Robertsau (du nom de La Robertsau, donné par un réfugié alsacien) avec son marché et sa placette où on joue à la pétanque depuis cette époque.

## Lieux de culte
Le quartier abrite trois mosquées.